# I Don't Wanna Fight
I Don't Wanna Fight è una canzone scritta dalla cantante britannica Lulu, suo fratello Billy Lawrie e Steve DuBerry, ed originariamente offerta a Sade, che la rifiutò. Alla fine il brano fu registrato da Tina Turner che nel 1993 lo inserì nella colonna sonora del film Tina - What's Love Got to Do With It.
Il singolo fu un buon successo in tutto il mondo, raggiungendo la prima posizione in Canada, dove rimase per cinque settimane, la settima nel Regno Unito e la nona nella Billboard Hot 100, riuscendo ad entrare anche nella top ten di diversi paesi europei. I Don't Wanna FIght è stato l'ultimo singolo nella top ten statunitense per Tina Turner.
La stessa Lulu, in seguito, registrerà la canzone, per l'album del 2003 The Greatest Hits.

## Tracce
Singolo CD maxi
1. I Don't Wanna Fight (Single Edit)
2. Tina's Wish
3. I Don't Wanna Fight (Urban Mix)
4. I Don't Wanna Fight (Holiday Inn Lounge Mix)

Singolo 7"
1. I Don't Wanna Fight (Single Edit)
2. The Best

### Versioni ufficiali e remix
- Single Edit - 4:26
- Album Version - 6:06
- Urban Mix - 5:17
- Holiday Inn Lounge Mix - 5:43

## Classifiche
| Classifica (1993)                              | Posizione massima |
| ---------------------------------------------- | ----------------- |
| Canada                                         | 1                 |
| Stati Uniti                                    | 1                 |
| Airplay (Regno Unito)                          | 3                 |
| Spagna                                         | 4                 |
| Classifica mainstream (Stati Uniti)            | 5                 |
| Regno Unito                                    | 7                 |
| Italia                                         | 8                 |
| Norvegia                                       | 8                 |
| Classifica generale di Billboard (Stati Uniti) | 9                 |
| Svizzera                                       | 11                |
| Paesi Bassi                                    | 14                |
| Irlanda                                        | 14                |
| Polonia                                        | 19                |
| Classifica Rhythmic (Stati Uniti)              | 26                |
| Austria                                        | 29                |
| Germania                                       | 35                |
| Australia                                      | 39                |
| Svezia                                         | 39                |
| Rhythm and blues (Stati Uniti)                 | 44                |
| Francia                                        | 49                |